# Shrine Of New Generation Slaves
Shrine Of New Generation Slaves es el quinto álbum de estudio de la banda polaca de Rock Progresivo Riverside. El álbum fue lanzado el 18 de enero de 2013 en Polonia, mientras que en el resto de Europa fue lanzado el 21 de enero y en Estados Unidos el día 5 de febrero. Está disponible en cuatro formatos diferentes: digital, 1CD, 2CDS con libro y 2LP Vinilo. El primer sencillo del álbum es «Celebrity Touch», que fue lanzado el 17 de diciembre de 2012 y su videoclip para la canción dirigida por Mateusz Winkiel, fue emitido el 14 de enero de 2013.

## Listado de canciones
Todas las letras escritas por Mariusz Duda, toda la música compuesta por Riverside. 
| N.º | Título                                      | Duración |  |
| 1.  | «New Generation Slave»                      | 4:17     |  |
| 2.  | «The Depth of Self-Delusion»                | 7:39     |  |
| 3.  | «Celebrity Touch»                           | 6:48     |  |
| 4.  | «We Got Used to Us»                         | 4:12     |  |
| 5.  | «Feel Like Falling»                         | 5:17     |  |
| 6.  | «Deprived (Irretrievably Lost Imagination)» | 8:26     |  |
| 7.  | «Escalator Shrine»                          | 12:41    |  |
| 8.  | «Coda»                                      | 1:39     |  |

## Créditos
- Mariusz Duda — vocalista, bajo, guitarra acústica, ukulele
- Piotr Grudziński — guitarra
- Michał Łapaj — teclado y órgano Hammond
- Piotr Kozieradzki — Batería

Participación especial
- Marcin Odyniec — Saxo soprano en «Deprived» y saxo alto en «Night Session - Parte Dos»

- Datos: Q246576